# Ricard Crespo Boquera
Ricard Crespo Boquera (Cambrils, 1891 – Barcelona, 1949) fou un vitraller català. Es conserven algunes de les seves obres al Museu Nacional d'Art de Catalunya, procedents de la col·lecció Riera.
Fill de Lamberto Crespo i Dolors Boquera, fou el cinquè de 7 germans. El seu pare morí quan ell era petit, fet que provocà que entrés a treballar de molt jove en el taller de vitralls de Can Rigalt i Granell, un dels tallers més prestigiosos de l'època. Mentrestant va estudiar Belles Arts a l'escola de Bells Oficis, on va aprendre a treballar amb l'esmaltat al foc sota les ordres de Francesc Quer.
Al cap de poc temps es va incorporar a l'esmpresa Espejos Murguía, S.A. on al cap d'un temps va esdevenir director artístic, tot fent la competència a Rigalt i Granell i especialitzant-se en artistes noucentistes.
Gràcies al seu talent, la seva empresa va rebre l'encàrrec de realitzar tots els vidres de totes les obres de l'Exposició Internacional de 1929.
Va col·laborar sovint amb Carles Buïgas, amb qui faria els espàrrecs de l'Avinguda Maria Cristina de Barcelona i en la decoració de jardins diferents.
Crespo es va interessar també en l'esmaltat de gots i d'altres objectes, i amb la seva dona Conxa Doménech Colls va realitzar diverses sèries de copes i gots amb elements decoratius. Arran d'aquests objectes va col·laborar amb Xavier Nogués, via un petit encàrrec de Santiago Segura per a les seves Galeries Laietanes.

## Premis i reconeixements
- 1925 - Medalla d'or a l'exposició d'arts decoratives. París
- 1926 - Medalla d'or a l'exposició nacional d'art. Madrid[2]